# 沙夫施泰特
沙夫施泰特是德国石勒苏益格－荷尔斯泰因州的一个市镇。总面积18.16平方公里，总人口1321人，其中男性661人，女性660人（2011年12月31日），人口密度73人/平方公里。